# Бунева, Мара
Мара Николова Бунева (болг. Мара Николова Бунева, 26 августа 1901, Калканделен, Османская империя — 14 января 1928, Скопье, Королевство сербов, хорватов и словенцев) — болгарская революционерка, член Внутренней македонской революционной организации. Окончила Софийский университет и вышла замуж за офицера болгарской армии Ивана Хранкова, вступила в Внутреннюю македонскую революционную организацию и участвовала в конспиративной работе.

## Покушение на Велимира Прелича
В 1927 году в Скопье открыла собственное швейное дело и внедрилась в сербскую элиту города. Прославилась как борец за свободу благодаря успешному покушению на Велимира Прелича, совершённому на Каменном мосту в центре Скопье. Прелич занимал должность юридического советника сербского руководства бановины и был организатором судебного процесса над проболгарскими студентами. После успешного покушения Мара Бунева попыталась покончить с собой и умерла на следующий день от ран. Погребена без панихиды в неизвестном месте.

## Память
Мара Бунева стала символом сопротивления македонских болгар сербской власти. Ее память почитается в националистических кругах Болгарии, а также в болгарской диаспоре США, Канады, Австралии. В то же время попытки проболгарских македонцев почтить её память в Скопье наталкиваются на сопротивление местных македонских националистов, по традиции негативно относящихся к проболгарской деятельности Внутренней македонской революционной организации под руководством Ванче Михайлова.